# Friedrich Reinke

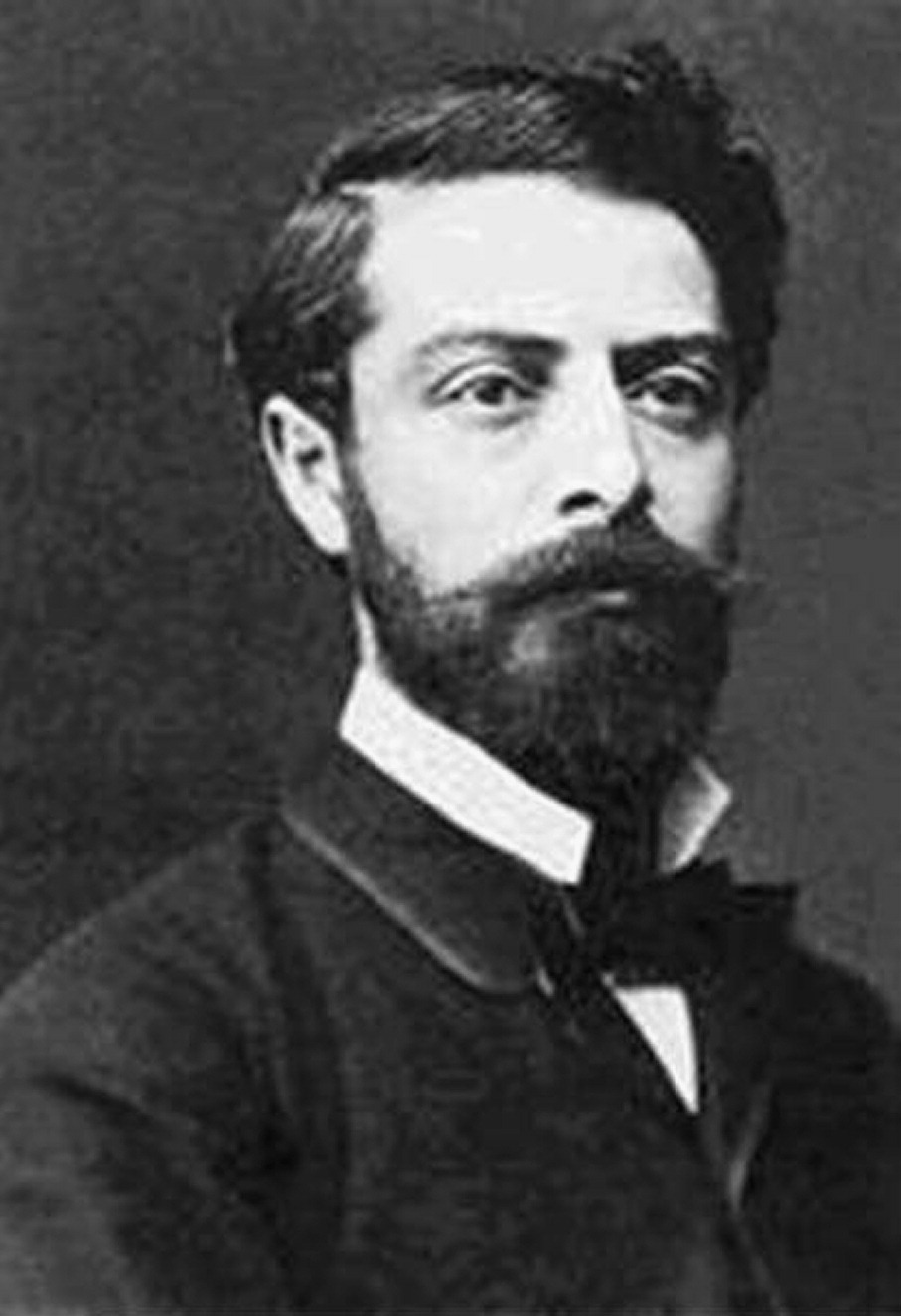
Friedrich Reinke im Alter von 24 Jahren

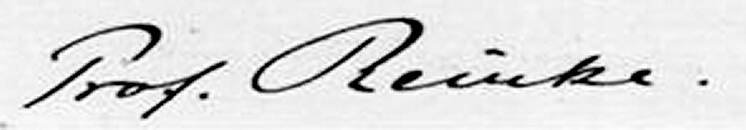
Signatur Reinkes

Friedrich Berthold Reinke (*  11. April 1862 in Ziethen; † 12. Mai 1919 in Wiesbaden) war ein deutscher Mediziner, Pathologe und Hochschullehrer.

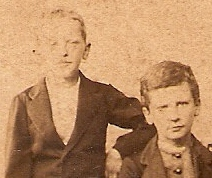
Friedrich Reinke (rechts) mit seinem älteren Bruder Johannes Reinke

## Leben und Wirken
Friedrich Reinke entstammte einer Pastorenfamilie. Er wurde als neuntes von zehn Kindern des Pastors Theodor (Friedrich Julius) Reinke und dessen Ehefrau (Henriette Karoline Gottfriede Juliane) Elisabeth, geb. Kämpffer (1821–1880), in Ziethen (damals Herzogtum Sachsen-Lauenburg) geboren. Der Botaniker Johannes Reinke war sein Bruder; ein enger Freund des späteren Doktorvaters von Friedrich Reinke der Anatom und Zellbiologe Walther Flemming.
Seine Kindheit verlebte Reinke vor allem in Alt Käbelich (Großherzogtum Mecklenburg-Strelitz), wo der Vater seit 1864 Pastor war. Bis zu seinem vierzehnten Lebensjahr erhielt er schulischen Unterricht in häuslicher Umgebung, vor allem durch seinen Vater und eine Tante. Später besuchte er das Gymnasium Carolinum in Neustrelitz, im Jahre 1882 wechselte er nach Rostock, wo er 1883 an der Großen Stadtschule Rostock sein Abitur absolvierte.
Reinke begann im Jahre 1883 an der Georg-August-Universität Göttingen und setzte sein Medizinstudium an der Christian-Albrechts-Universität zu Kiel fort, dass er am 13. August 1890 mit der Approbation beendete. Seine Dissertationsschrift lautete „Untersuchungen über das Verhältnis der von Arnold beschriebenen Kernformen zur Mitose und Amitose“ mit der Reinke am 28. März 1891 promoviert wurde. Von 1886 bis 1901 war er als Assistent am Physiologischen Institut der Universität Göttingen beschäftigt.
Hierauf folgte ein sechsmonatiges Praktikum am Institut für Pathologie an der Universität Zürich, seine Studien dort wurden von Edwin Klebs begleitet. Reinke entwickelte eine kollegiale Beziehung zu Otto Lubarsch, der damals Assistent am Institut war. Nach Abschluss seines Praktikums arbeitete Reinke als Schiffsarzt von 1891 bis 1892 auf der auf dem HAPAG Passagierschiff „Wieland“  seine Reise führte ihn u. a. nach Porto Alegre (Brasilien). Dort nahm er Kontakt zu ausgewanderten Familienmitgliedern auf.
Er kehrte 1892 nach Deutschland zurück, um als Praktischer Arzt auf dem Rittergut Dahmen (Großherzogtum Mecklenburg-Schwerin) zu praktizieren. Im Jahre 1893 bot ihm der Hochschullehrer für Anatomie Albert von Brunn (1849–1895) eine Position als erster Demonstrators am Anatomischen Institut der Universität Rostock an. Hier schrieb er auch seine Habilitation mit dem Titel „Zellstudien“. In dieser Habilitationsschrift aus dem Jahre 1893 führte er Untersuchungen zur Zellstruktur in der Keimschicht der menschlichen Haut durch. Vom Jahre 1893 an bis 1900 war er Privatdozent und ab dem 9. Oktober 1900 bis 1908 dann außerordentlicher Professor der Medizin und Anatomie an der Universität Rostock.
Am Dienstag den 12. August 1902 heiratete Reinke Julie Caroline Friederike Auguste von Zülow (1869–1942). Am 2. Mai 1904 gebar sie das einzige Kind Hans Gebhard Reinke, der später Theologe wurde. Ihr gemeinsamer Sohn wurde am 3. August 1904 in der Nikolaikirche in Rostock getauft.

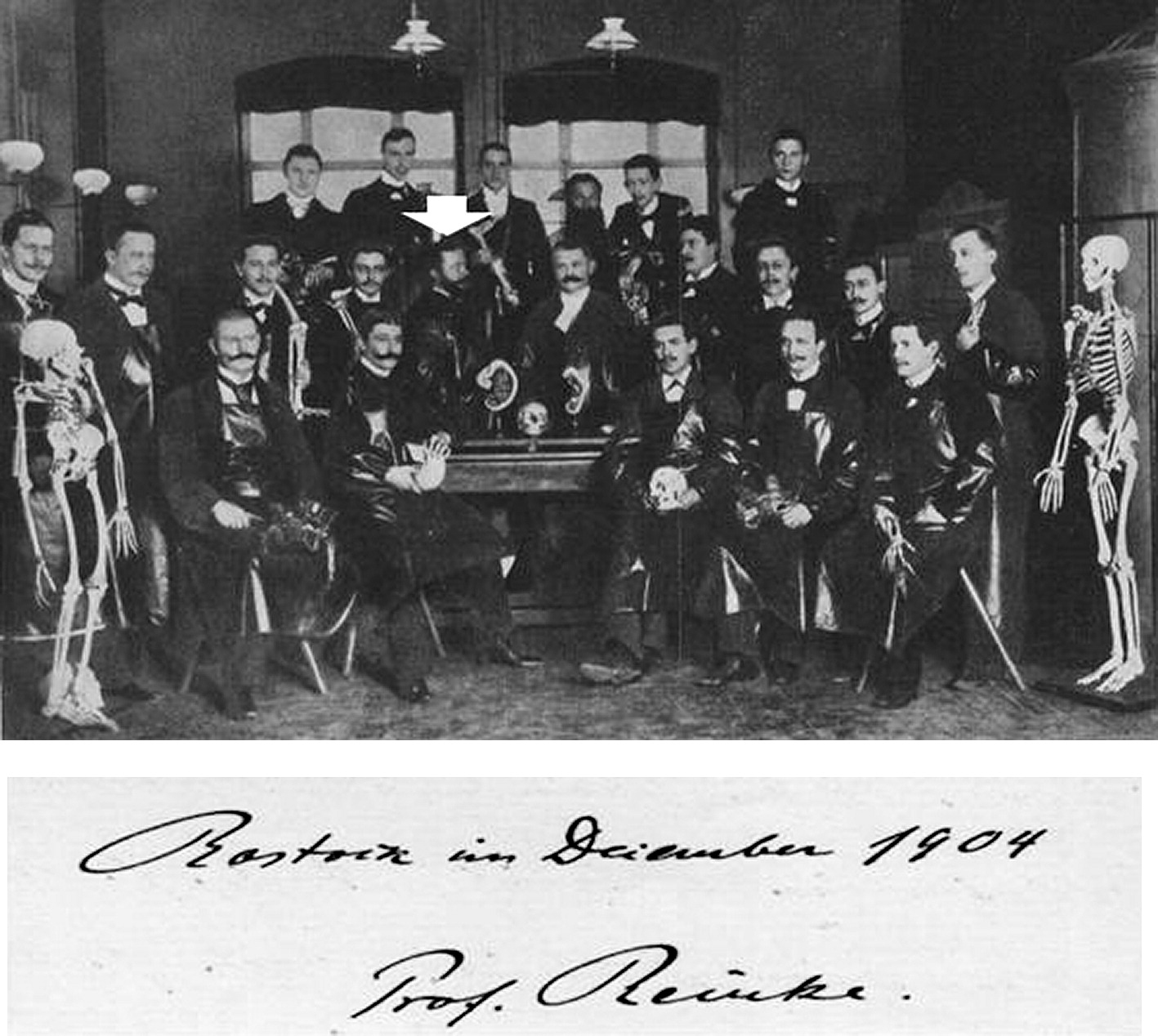
Gruppenbild mit Friedrich Reinke (Pfeil) aus dem Jahre 1904

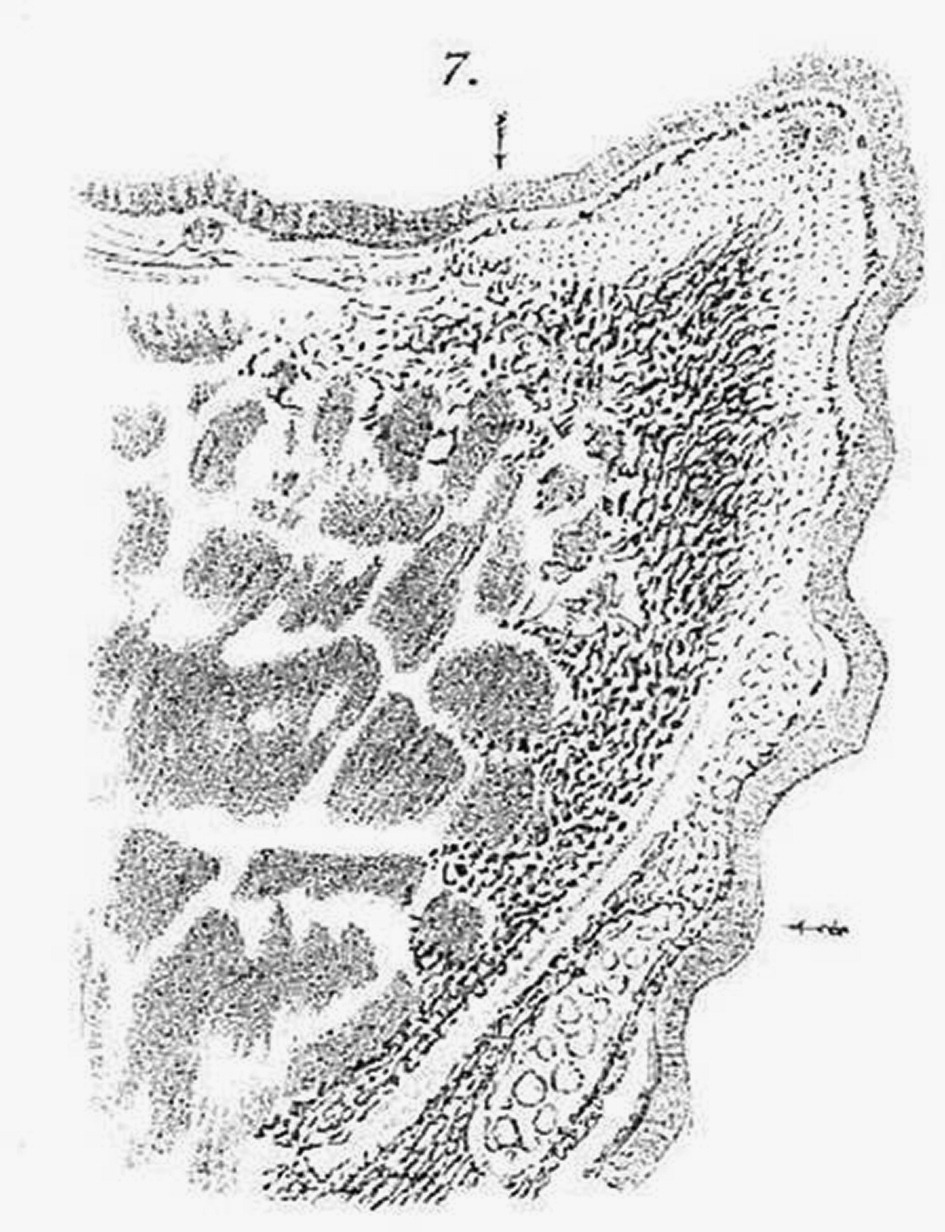
Schnitt durch das menschliche Stimmband aus einer Arbeit Friedrich Reinkes (1897)

Im Jahr 1896 wurde Dietrich Barfurth als Professor für Anatomie und Direktor der Anatomischen Anstalt an die Universität Rostock berufen, er war seit 1889 Professor für  vergleichende Anatomie, Histologie und Embryologie an der Kaiserlichen Universität Dorpat.
Zwischen Barfurth und Reinke herrschte ein angespanntes Verhältnis.
So verlegte Reinke im Jahre 1908 seinen Lebensmittelpunkt nach Wiesbaden, wo er als Demonstrator am Pathologischen Institut des Städtisches Krankenhauses Wiesbaden unter Professor Gotthold Herxheimer tätig wurde und seine Forschungen zur Zellteilung fortsetzte. Herxheimer war seinerzeit Direktor des pathologisch-anatomischen Instituts am Städtischen Krankenhaus in Wiesbaden.
Friedrich Berthold Reinke verstarb am Montag dem 12. Mai 1919 im Paulinenstift in Wiesbaden an den Folgen eines Magenkarzinoms.
Zwei nach Friedrich Reinke benannte anatomische Strukturen sind die „Reinke-Kristalle“ des Hodens und der „Reinke-Raum“ in Bereich der Stimmbänder. Im Jahre 1895 beschrieb er detailliert die histologische Struktur aus einem Hodenpräparat von einem 25-jährigen Hingerichteten. Sie wurden als sogenannte  „Reinke-Kristalle“ bezeichnet und sind intrazelluläre stäbchen- oder keilförmige, kristalline Aggregate aus globulären Proteinen die im Zytoplasma der Leydig-Zwischenzellen im menschlichen Hoden auftreten.
Das „Reinke-Ödem“ wurde erstmals 1891 von M. Hajek aus Wien beschrieben. Reinke untersuchte diese Veränderung und beschrieb den „Reinke-Raum“ als einen subepithelialen Verschiebespalt der schmalen Lamina propria mucosae in der Plica vocalis. Dieser Raum ist es, der eine bessere Schwingungsfähigkeit des darüber liegenden Stimmbandepithels während der Phonation überhaupt ermöglicht. Er konnte diese Gewebeschicht bzw. ihre Begrenzung durch Injektionen von Glycerinleim und Luft und der anschließenden mikroskopischen Beurteilung nachweisen.
Sein Interesse galt neben der beschreibenden und vergleichenden Anatomie insbesondere auch der (histologischen) Untersuchung der Vorgänge bei der Zellteilung.

## Werke (Auswahl)
- Untersuchungen über das Verhältnis der von Arnold beschriebenen Kernformen zur Mitose und Amitose. Dissertationsschrift, Universität Kiel,  Kiel (1891)
- Zellstudien. Habilitationsschrift, Universität Rostock (1893)
- Über Kristalloidbildungen in den interstitiellen Zellen des menschlichen Hodens. (1896).
- Über die funktionelle Struktur der menschlichen Stimmlippen mit besonderer Berücksichtigung des elastischen Gewebes.Bergmann, Wiesbaden 1897.
- Kurzes Lehrbuch der Anatomie des Menschen für Studirende und Ärzte mit genauester Berücksichtigung der Basler anatomischen Nomenklatur. (1899)
- Grundzüge der allgemeinen Anatomie: Zur Vorbereitung auf das Studium der Medizin; nach biologischen Gesichtspunkten bearbeitet. Wiesbaden 1901.
- Experimentelle Forschungen an Säugethieren über Erzeugung künstlicher Blastome. (1913).
- Experimentelle Untersuchungen über die Proliferation und Weiterentwicklung der Leukocyten. Beitr. z. path. Anatomie, V, 3, S. 439
- Untersuchungen über das menschliche Stimmband. Fortschritte der Medizin, München, 1895, 13: 469–478.
- Über einige Versuche mit Lysol an frischen Geweben zur Darstellung histologischer Feinheiten. (1893)
- Über einige weitere Resultate der Lysolwirkung an frischen Geweben zur Darstellung histologischer Feinheiten. (1893)
- Die japanische Methode zum Aufkleben von Paraffinschnitten. (1895)
- Untersuchungen über Befruchtung und Furchung des Eies der Echinodermen. (1895)
- Die quantitative und qualitative Wirkung der Ätherlymphe auf das Wachstum des Gehirns der Salamanderlarve. (1907)
- Über Antreibung und Hemmung mitotischer Zellteilung beim normalen und pathologischen Wachstum des Gewebes. (1907)
- Über Methoden der Einwirkung auf die mitotische Kern- und Zellteilung. (1907)

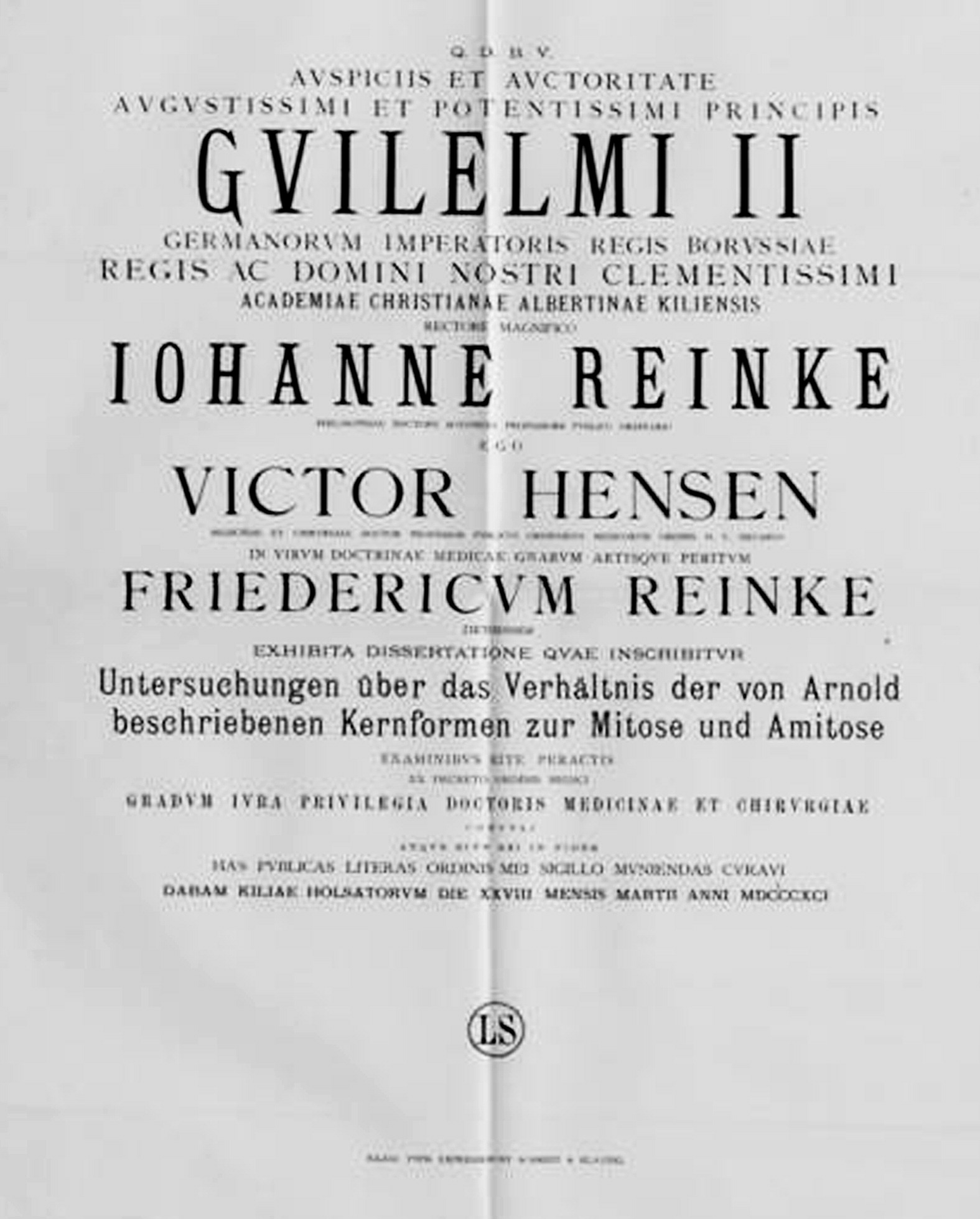
Urkunde zur Promotion zum doctor medicinae
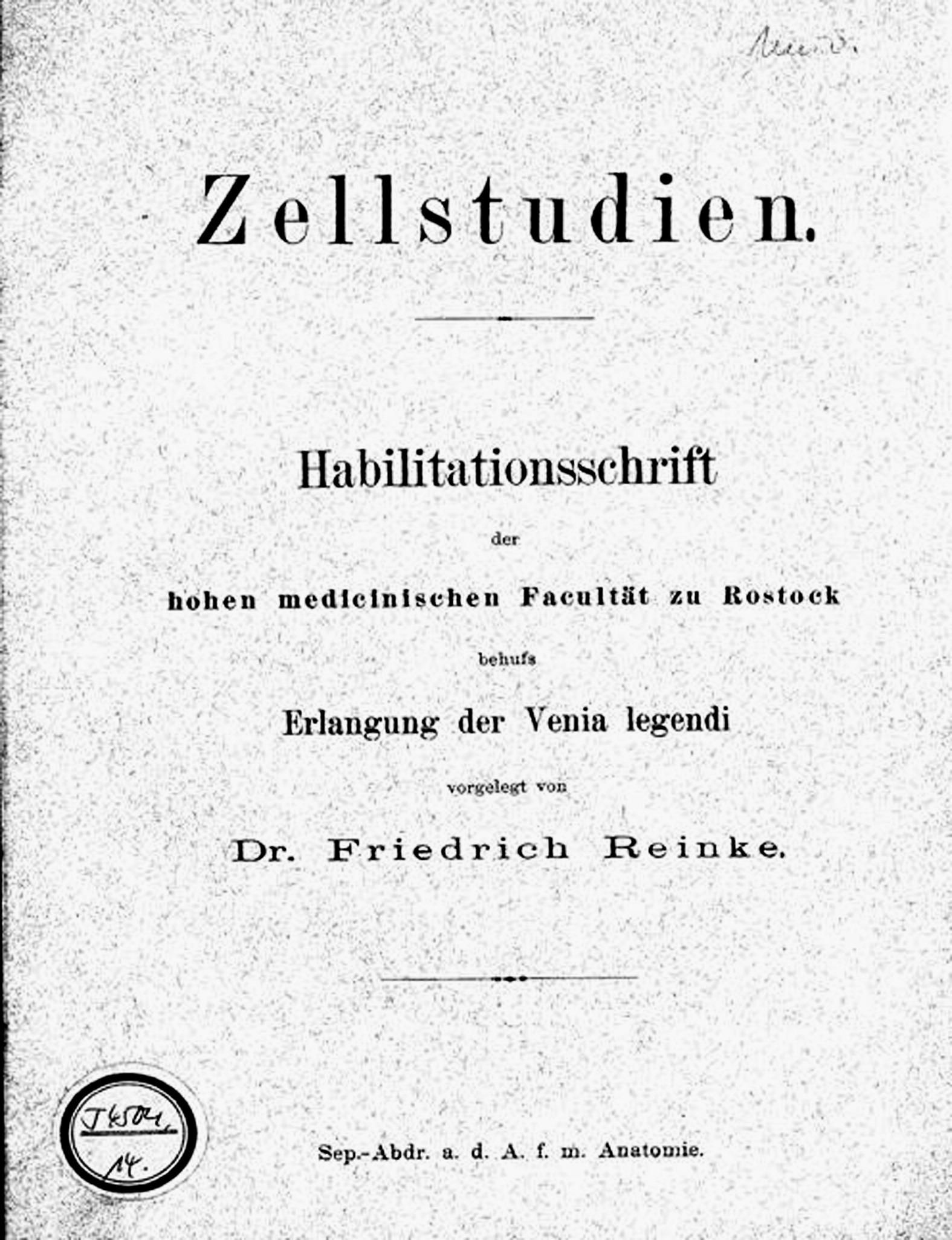
Titelseite aus der Habilitationsschrift von Friedrich Reinke